# Miral al-Tahawy
Miral al-Tahawy (arabiska: ميرال الطحاوي), även känd som Miral Mahgoub, är en prisbelönad egyptisk författare. Hon kommer från en konservativ beduinsk bakgrund och anses som en litterär pionjär med sina noveller som på ett genuint sätt beskriver beduinernas liv. Washington Post beskrev henne som "den första novellist att presenta egyptiska beduiners liv bortom stereotyper samt skildra beduinska kvinnors rop och längtan om frigörelse."

## Biografi
Miral al-Tahawy föddes i en by i guvernementet ash-Sharqiyya i den östra delen av det egyptiska nildeltat. Hennes beduinska familj tillhör al-Hanadistammen. Hon är den yngsta av sju syskon. Hon tillskriver sin framåttänkande far som den som tog ansvar för hennes utbildning i strid med beduinska normer och tradition, speciellt gällande kvinnor. Hon utbildade sig i Arabisk litteratur vid universitetet i Zagazig och arbetade som skollärare vilket gjorde att hon kunde undvika tidigt giftermål. Hon flyttade till Kairo vid 26 års ålder och vidareutbildade sig vid Kairos universitet. Detta skapade konflikter med hennes familj och hon hade dessutom svårigheter att anpassas sig till stadslivet. Hon avlade en Master och en Filosofie doktor titel vid Kairos universitet, och lärde sig flera språk: klassisk arabiska, hebreiska, farsi samt engelska.
Al-Tahawy fick sin första bok, en novellsamling, publicerad 1995. Hon skrev på för Hosni Soliman, ägare av Dar Sharqiyyat och utgivare av egyptisk litteratur under 1990-talet. Hennes första roman Al-Khibaa (Tältet) kom ut 1996, i svensk översättning under namnet "Gömslet" 2012 följd av Al-Badhingana al-zarqa (Den blå auberginen) och Naquarat al-Zibae (Gasellspåren).
Miral al-Tahawy flyttade till USA 2007 och jobbade som assisterande professor vid avdelningen för främmande språk i Appalachian State University i North Carolina. Hon var dessutom koordinator för universitetets arabiska program. Hon är assisterande professor vid Arizona State University. Hennes senast bok, Brooklyn Heights, har fått bra kritik och vann 2010 års Naguib Mahfouz Medal for Literature och var dessutom nominerad till 2011 års International Prize for Arabic Fiction.
Miral al-Tahawys böcker har översatts till flera språk, bland annat tyska, italienska, spanska, holländska, danska, norska,svenska urdu och hindi.

## Verk
- Miral al-Tahawy (1998) [1996] (på engelska). The Tent (Modern Arabic Writing). ISBN 978-9774245428
- Miral al-Tahawy (2007) (på engelska). Blue Aubergine (Modern Arabic Literature). ISBN 978-9774249686
- Miral al-Tahawy (2008) (på engelska). Gazelle Tracks: A Modern Arabic Novel from Egypt. ISBN 978-1859642047
- Miral al-Tahawy (2012) (på engelska). Brooklyn Heights: A Modern Arabic Novel. ISBN 978-9774164880